# Droga wojewódzka 336
Die Droga wojewódzka 336 (DW 336) ist eine 16 Kilometer lange Droga wojewódzka (Woiwodschaftsstraße) in der polnischen Woiwodschaft Niederschlesien, die Brzezinka Średzka und Maślice verbindet. Die Strecke liegt im Powiat Średzki.

## Streckenverlauf
Woiwodschaft Niederschlesien, Powiat Średzki
- Brzezinka Średzka (Klein Bresa)
- Pisarzowice (Schreibersdorf)
- Wilkszyn (Wixen)

Woiwodschaft Niederschlesien, Kreisfreie Stadt Wrocław
-  Wrocław (Breslau): Stadtteil Maślice (Masselwitz) (A 4, A 8, S 5, S 8, DK 5, DK 35, DK 94, DK 98, DW 320, DW 322, DW 327, DW 337, DW 342, DW 347, DW 349, DW 356, DW 359, DW 362, DW 395, DW 452, DW 453, DW 455)